# Médanos de Zapara
Los Médanos de Zapara son una formación desértica de naturaleza arenosa, situada al occidente de Venezuela, específicamente en la isla de Zapara, entre el Golfo de Venezuela y el Lago de Maracaibo, cercana a la más conocida Isla de San Carlos. Administrativamente se encuentra en el Municipio Almirante Padilla del Estado Zulia.
Se trata de unas dunas o formaciones de arena con algunos cocoteros en una isla con poca población humana y cuya forma varía de acuerdo a las condiciones del viento. Alcanzan una altura máxima de 30 metros y pueden inundarse en la temporada de lluvias. En sus alrededores se destacan el «Torreón de Zapara».  (Ruinas que datan del período de la colonización española de Venezuela) y una capilla dedicada a San Benito. Se accede al lugar a través de lanchas o botes.